# Усов, Юрий Павлович
Юрий Павлович Усов — советский хозяйственный деятель, Герой Социалистического Труда.

## Биография
Родился в 1938 году в городе Горьком. Член КПСС.
В 1956—1998 годах — ученик токаря-расточника, токарь-расточник цеха номер 23 Горьковского машиностроительного завода Министерства оборонной промышленности СССР.
Заслуженный машиностроитель РСФСР (1981).
Указом Президиума Верховного Совета СССР от 22 марта 1982 года присвоено звание Героя Социалистического Труда с вручением ордена Ленина и золотой медали «Серп и Молот».
Делегат XIX конференции КПСС.
Живёт в Нижнем Новгороде.

## Награды и звания
- Герой Социалистического Труда (22.03.1982)
- Орден Ленина (22.03.1982)
- Орден Октябрьской Революции (29.03.1976)
- Орден Трудового Красного Знамени (26.04.1971)